# Сулеинское городское поселение
Сулеинское городско́е поселе́ние — упразднённое муниципальное образование в Саткинском районе Челябинской области Российской Федерации. Упразднено в 2023 году
Административный центр — рабочий посёлок Сулея.

## История
Статус и границы городского поселения установлены Законом Челябинской области от 17 ноября 2004 года № 313-ЗО «О статусе и границах Саткинского муниципального района, городских и сельских поселений в его составе»
Упразднёно Постановлением Губернатора Челябинской области от 21.12.2023 № 326.

## Население
| 2010  | 2011  | 2012  | 2013  | 2014  | 2015  | 2016  |
| ----- | ----- | ----- | ----- | ----- | ----- | ----- |
| 3195  | ↗3202 | ↗3234 | ↗3272 | ↘3244 | ↘3198 | ↘3168 |
| 2017  | 2018  | 2019  | 2020  | 2021  | 2023  |       |
| ↘3142 | ↘3074 | ↘3029 | ↘2977 | ↘2861 | ↘2805 |       |

## Состав
| № | Населённый пункт | Тип населённого пункта                  | Население |
| - | ---------------- | --------------------------------------- | --------- |
| 1 | Покровка         | деревня                                 | ↘13       |
| 2 | Сулея            | рабочий посёлок, административный центр | ↘2794     |